# 洛克人X8
《洛克人X8》是電子遊戲《洛克人X》系列主軸故事的第八作。於2005年3月10日由卡普空在日本發售的PS2動作遊戲。
《洛克人X8》的情节特色包括太空电梯的事故及其管理员露明尼因不明原因被霸法绑架。令人意外的是，露明尼最终发生异化，成为本作的最終头目，与前作的最终头目皆为西格玛迥然不同。值得注意的是，这一情节设计使得本作的故事与之前的《洛克人X》系列毫无关联。《洛克人X8》的游戏玩法与系列中的其他游戏相似，玩家必须完成一系列关卡，击败关卡首领将赢得该玩家角色的特殊武器。在游戏过程中，玩家将会了解非正規機器人的动机，并扮演艾克斯及其领导的“非正規猎人”们以阻止他们。
尽管《洛克人X8》采用了像《洛克人X7》一样的3D图形，但开发团队选择不完全采用3D游戏玩法，而是选择3D背景、橫向捲軸的游戏玩法。本作受到褒贬不一的评價。
中文版可以选择英语或日语配音，但沒有中文配音。中文字幕的翻译以日文版为主，只有工作人员名单会随配音改变，英语配音的工作名单基本相同。

## 遊戲設定

洛克人X8 遊戲主畫面

《洛克人X8》的玩法与前作《洛克人X》系列相似，絕大部分取消了《洛克人X7》中的3D风格而采用2.5D风格，但其中两个关卡仍保留完全的3D，分别是“南極冰山”(Central White)和“海上神壇”(Dynasty)。完成开场舞台“諾亞公園”后，玩家可以选择8个舞台，每个舞台有一个非正規机器人作为頭目。打败这8个頭目后，一系列要塞关卡将逐步开放，直至最终頭目被击败。游戏难度选择影响生命条和物品使用大小。
玩家最初可以选择三个可玩角色：艾克斯是射手，可以穿戴不同的装甲；艾克賽爾是射手，能够变身成敌人；傑洛是剑士，能够兩段跳。傑洛还可在商店购买武器，如锤子和额外的剑，但需要找到特定的“金属碎片”才能购买，其中一种武器只能在用傑洛完成游戏或在PlayStation 2版本的标题屏幕输入代码后购买。《X8》引入了新机制：破防（Guard Break）可在用特定武器攻击敌人时打破敌人的裝甲防御；双重攻击（Double Attack）允许玩家角色和搭档进行屏幕填充攻击以对所有敌人造成大量伤害。艾克斯的新装甲，中性装甲(Neutral Armor)和伊卡洛斯裝甲(Icarus Armor)可解鎖改裝，形成两种新装甲或混合零件裝甲以获得不同效果在困難模式中，可解鎖究極裝甲，是最為強悍之武器。然而，混合装甲效果不如完整装甲，玩家在构建时需谨慎选择。
每个关卡可选择两个角色（开场舞台除外，使用角色是指定的），同时指定一个領航員协助。領航员具有不同特點：告知关卡的隐藏路径或頭目弱点。每个关卡中，角色可获得可购买研發的升级物品。类似于《X7》，游戏提供新游戏加强版。解锁上一游戏条件或在PlayStation 2版本标题屏幕输入秘密代码后，可在普通或困难模式开始新游戏。例如，在商店购买芯片完成条件后，可将三名領航員解锁为可玩角色。此外，《洛克人指令任務》的PlayStation 2版本存档通过记忆卡或代码找到隐藏頭目—剪刀人。

## 遊戲情節
在21世纪，非正规机器人（イレギュラー/Irregular）战争仍在持续。为逃避屠杀，人类开始迁移到月球，并启动雅各计划（プロジェクト・ヤコブ╱Project Jacob），其中雅各轨道电梯位于加拉帕戈斯群岛。连接地球与月球的输送带被称为“雅各”（ヤコブ╱Jacob），新世代雷普利機器人露明尼為主管。
一晚，艾克斯在巡逻时，雅各轨道电梯的一个运输舱脱轨，撞击地球。艾克斯接近电梯时，运送舱门打开，显露出一支西格玛军队。一位紫发的雷普利机器人走出队伍，自称为露明尼（ルミネ╱Lumine），雅各项目的管理员。他解释复制“西格玛”的目的是为了赋予机器人强大的身体，新一代雷普利机器人对西格玛病毒免疫，能够复制机器人数据以改变形态，协助空间开发。艾克斯的疑虑暂时消失。
一切似乎进展顺利，直到霸法（ヴァヴァ(VAVA)╱Vile）（VAVA V）因不明原因绑架露明尼後開始协助西格玛引发了世界各地的非正規機器人起义。
在与非正規機器人作战时，非正規猎人們发现了一些西格玛已经回归的迹象，并嘲笑了西格玛及其追随者称为“新世界”的概念。
最终，西格玛的月球宫殿被追踪到了，與此同時，他公布了最终计划：消灭“舊世代机器人”，用他的“孩子”殖民月球。他透露所有新世代的复制体都含有他的DNA的拷贝芯片。
西格玛被击败后，露明尼从阴影中出现，踩着他的残骸，祝贺猎人们摧毁了西格玛，承认操纵西格玛是为了获取他的DNA，是整个阴谋的幕后策划者。露明尼告诉非正規猎人们，为了进化，他和新世代雷普利机器人必须同时摧毁人类和“过时”的机器人。
经过一场大规模的戰鬥露明尼被打败，但他警告说，阻止已经开始的事情已经太晚了。当艾克塞尔（アクセル╱Axl）靠近露明尼的破碎的軀體时，一只触手從中伸出，打碎了他头盔上的水晶，使他昏迷。
游戏的结局略有不同，取决于哪个角色击败露明尼。当猎人们返回轨道电梯时，傑洛（ゼロ╱Zero）感到奇怪的是，西格玛已经徹底被消滅，而艾克斯在思考露明尼关于进化论的话时疑虑他是否不再需要战斗。傑洛告诉艾克斯不要被露明尼的话影响，因为新世代的复制人变成西格玛很难被称为进化。此外，他告诉艾克斯，就算他们注定要被淘汰，当进化发生时，他们仍要战斗，不仅与非正規機器人，而且与他们自己的命运。
露明尼的死和他成为非正規機器人的消息导致了含有DNA複製晶片的机器人的停止生产。然而先进的空间开发对性能的需求使得它们的生产几年后恢复了。与此同时，非正規猎人一队继续乘轨道电梯下降。艾克赛尔破碎的头盔水晶中散发微弱的紫色光。

## 開發歷程
《洛克人X8》由卡普空制作第一制作室开发。前作《洛克人X7》，是洛克人X系列中首次采用全3D图形和3D游戏玩法。然而，正如卡普空制作人和原始洛克人插画师稻船敬二所说，开发团队选择不采用《洛克人X8》的3D游戏玩法，仅仅是因为其图形风格。稻船本人并未参与《洛克人X8》的制作，尽管游戏的美术设计师在改变角色整体风格之前与他进行了咨询。游戏的主要插画师吉川辰弥在X7中担任助手并发挥了更大的作用。他负责设计主角、“非正規機器人” 、T大小頭目及新配角。吉川考虑到如果这些角色是玩具会是什么样子，甚至模仿了流动关节系列玩具的关节。与他在X7中的前期工作类似，吉川希望这些设计能迎合他对第一部洛克人X游戏的感觉，同时还能遵循自己的想法。为了对比三位主要角色的个性，吉川计划为《洛克人X8》对他们进行修订，使其具有更独特的特征。新的反派露明妮被赋予了类似人类而非雷普利機器人的面孔，以象征新一代Reploid的概念。为了对比露明尼天使般的外貌，西格瑪被设计成魔鬼般的形象。
《洛克人X8》的Windows版本在亚洲、欧洲发布，并可从GameStop在北美下载。该版本可以在窗口模式下运行，也支持全屏，包括鼠标和键盘功能，但也支持使用控制器。Windows版本还提供多种语言，并可以在主菜单或启动新游戏后切换日语和英语语音。所有音乐和剧情对话都以Ogg Vorbis格式编码。
《洛克人X8》的音乐由小宫山優子、田中直人和冈田慎也共同创作。洛克人X8原声带于2005年4月13日由Suleputer在日本发行，共有51首歌曲。PlayStation 2的日本版开场主题曲是由Janne Da Arc演唱的《Wild Fang》；该乐队之前还为《洛克人EXE》和《洛克人EXE 2》制作过电视广告主题曲。然而，该主题曲未包含在原声带中，甚至在英语版PS2平台的游戏本地化中也被省略。

## 反響
《洛克人X8》獲得了褒貶不一的評價，Metacritic給予的68分顯示了普遍的分歧。遊戲受到好評的地方在於回歸經典的洛克人遊戲風格，擺脫了前作《洛克人X7》受批評的遊戲元素。總體而言，遊戲獲得了一定程度的好評，但也受到了一些設計和敘事方面的批評。
1UP.com稱《X8》的故事為「乾巴巴」，但指出儘管故事簡短，呈現方式仍然獲得了良好的執行。在比較《洛克人X8》中的三位主要角色時，來自《Studies on Shift》的Luthfie Arguby Purnomo指出，X的武器象徵著他作為文化混合體的身份，與西方的Axl和東方的Zero形成對比。

### 正面評價
遊戲獲得讚揚的點在於混合了2D和3D的遊戲風格，相機系統的運作也受到肯定。IGN稱讚遊戲的過渡方式相當無縫，並指出這是一種應該在早期就應用的遊戲方法。遊戲中的三位主角和遊玩方式的改進也受到讚譽，新動作和3D效果的呈現使遊戲更具吸引力。
儘管敘事受到批評，但視覺呈現獲得了好評。遊戲的2D和3D的結合，以及人物設計方面都得到了稱讚。
根據《Fami通》的資料，洛克人X8在日本發售週以14,927台的銷量排名第十。到2005年底，該地區的總銷量達到35,546台。Gaming Age喜歡遊戲玩法的處理方式，不僅為玩家提供了三個可玩角色，還讓他們有可能共同合作。雖然評論者聲稱故事並沒有什麼特別之處，儘管簡單，但呈現方式仍然被很好地執行。

### 負面評價
遊戲受到批評的方面包括關卡設計，其中一些設計使遊戲變得極其令人沮喪。故事情節被批評為涉足了很多與實際遊戲無關的無謂元素，被形容為“荒謬的動畫風格的吵鬧”。
有評論指出，遊戲中的角色艾克斯相對於傑洛和艾克賽爾顯得較弱，並且大多數關卡缺乏吸引力，難以再次遊玩。雖然遊戲進行了改進，但一些評論認為遊戲仍然缺乏創新。GameSpy雖然讚賞玩家是否可以由领航員協助，但仍然稱主要故事為「糟糕的赛博朋克乱言」。

## 引用的典故
- 「諾亞公園」(Noah's Park) 可能改名自「諾亞方舟」(Noah's Ark)。「諾亞方舟」被喻為人類的新開始，在遊戲中似乎將「諾亞公園」喻為雷普利機器人的新開始。

- 「雅各計畫」的軌道升降塔「雅各」引自《聖經》中雅各的梯子（英语：Jacob's Ladder (Bible)）(Jacob's Ladder) ，象徵通天之路。

- 露明尼的終極攻勢 - 「失樂園」（Paradise Lost）可能取自由約翰‧彌爾頓（John Milton）創作的同名史詩。「失樂園」的內容主要是描述路西法（Lucifer）從對神的反叛到成為魔鬼撒旦(Satan)之後的事，他對人間十分嫉妒，於是化身為蛇，引誘亞當和夏娃偷嘗禁果，導致人類被逐出伊甸園。「失樂園出現於與開頭的副標題與結尾後的工作人員名單。

- 露明尼色性格與路西法相似，異化也與路西法的蛻變相似。露明尼認為創造自己的人類無能，欲建立屬於雷普利機器人的世界；路西法則認為聖子力量過低，讓天使向聖子下跪是對其尊嚴的侮辱，率領支持他的天使叛變。

- Bamboo Pandamonium（“竹林熊貓”）可能取名自群魔殿(Pandemonium)[註 3]，象徵非正規機器人與墮落天使相似的立場。
- 人類使用含有西格瑪DNA的晶片，象徵亞當和夏娃的原罪再次出現。

## 外部連結
- （日語）洛克人X8官方網站
- （日語）代理商SOURCENEXT 洛克人X8 PC版介紹頁 （页面存档备份，存于）
- （英文）Fandom對於此作品的詳細介紹，資料與攻略 （页面存档备份，存于）。